# Broadwater (West Sussex)
Broadwater – dzielnica miasta Worthing, w hrabstwie West Sussex, w dystrykcie Worthing. Leży 29 km na wschód od miasta Chichester i 78 km na południe od Londynu. W 2011 roku dzielnica liczyła 9373 mieszkańców. Broadwater jest wspomniana w Domesday Book (1086) jako Bradewatre.